# 政泊村
政泊村（まさどまりむら）は、かつて北海道寿都郡に存在した村である。

## 沿革
- 1923年（大正12年）4月1日 - 北海道二級町村制施行により寿都郡政泊村が村制施行し、政泊村が発足。
- 1933年（昭和8年）10月1日 - 寿都郡寿都町と合併して寿都町を新設し消滅。